# Јокаста (сателит)
Јокаста или Јупитер XXIV је ретроградни неправилни Јупитеров природни сателит. Открио ју је тим астронома са Универзитета на Хавајима, на челу са Скотом Шепардом (енгл. Scott Sheppard) 2000. године, када је новооткривено небеско тело названо S/2000 J 3. У октобру 2002. године добила је свој садашњи назив, и то по мајци и жени грчког хероја Едипа — Јокасти. Припада Ананкиној групи Јупитерових природних сателита. Њен пречник износи око 5 km.